# Sastamala
Sastamala är en stad och kommun i landskapet Birkaland i Finland. Sastamala stad bildades vid årsskiftet 2008–2009 och består av de tidigare kommunerna Mouhijärvi, Vammala och Äetsä. År 2013 inkorporerades även Kiikoinens kommun i staden.
Sastamala bör ej förväxlas med Sastmola, även om de bägge namnens ursprung är samma.
I Sastamala stad ligger nio tätorter: Häijää, Karkku, Kiikka, Kiikoinens kyrkoby, Pohjakylä, Stormi, Uotsola, centralorten Vammala centraltätort samt Äetsä kyrkoby.

## Externa länkar

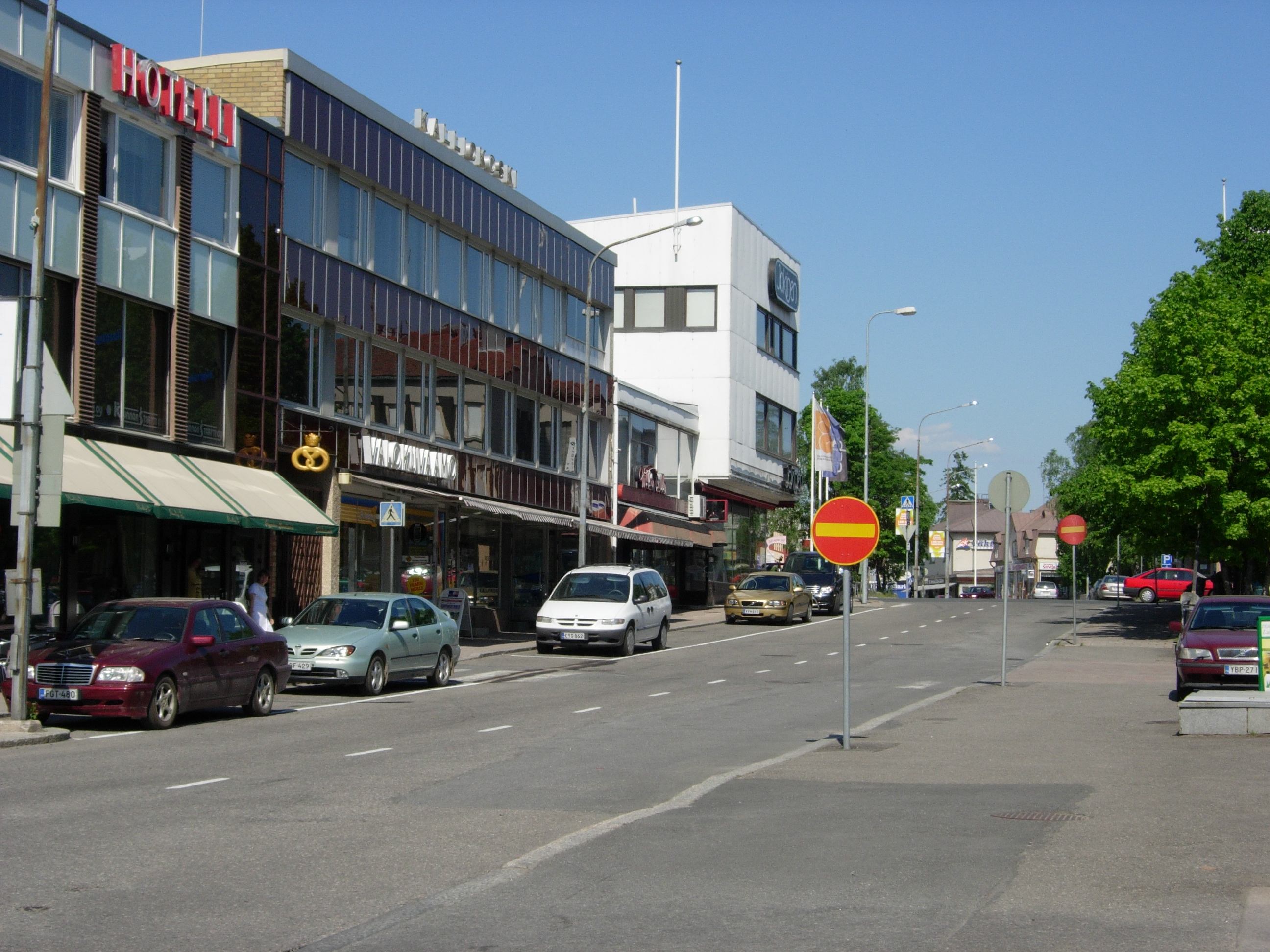
Gatan Onkiniemenkatu i Vammala

## Styre och politik

### Mandatfördelning i Sastamala stad, valen 2008–2021
| 5 | 13 | 3 |  |  | 14 | 3 | 17 |

| 42 | 17 |

| 4 | 11 |  | 8 | 15 | 3 | 16 |

| 42 | 17 |

| 3 | 11 | 2 | 4 | 11 | 4 | 8 |

| 28 | 15 |

| 2 | 8 | 2 | 7 | 10 |  | 2 | 11 |

| 25 | 18 |

### Vänorter
Sastamala har följande vänorter:
- Halden, Norge
- Kasjin, Ryssland
- Kuressaare, Estland
- Pihtla, Estland
- Ringsted, Danmark
- Skövde kommun, Sverige
- Vásárosnamény, Ungern

## Demografi

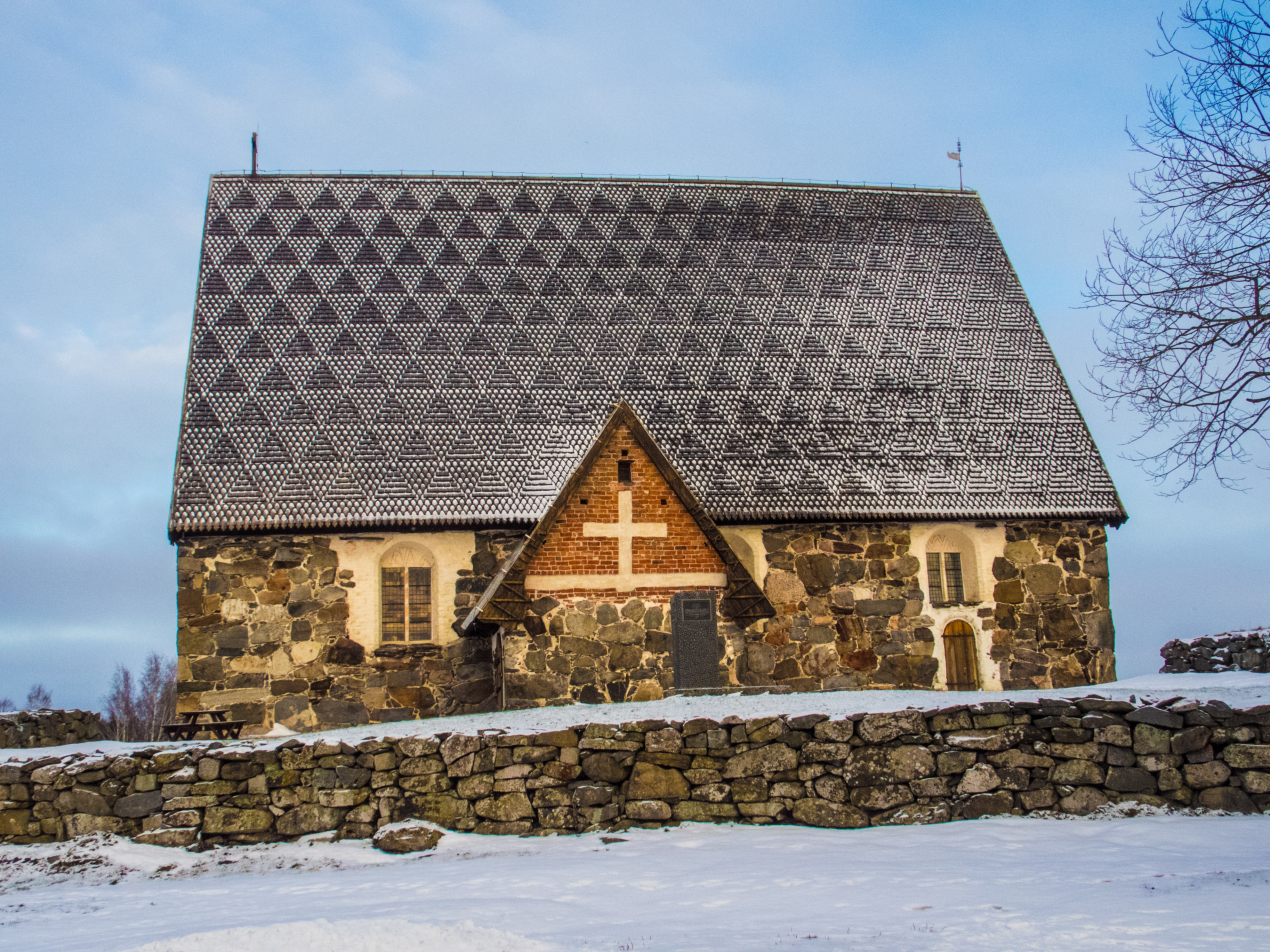
Sankt Olofs kyrka i Tyrvis.

### Befolkningsutveckling
| Befolkningsutvecklingen i Sastamala stad 1975–2020                                                           | Befolkningsutvecklingen i Sastamala stad 1975–2020 | Befolkningsutvecklingen i Sastamala stad 1975–2020 | Befolkningsutvecklingen i Sastamala stad 1975–2020 | Befolkningsutvecklingen i Sastamala stad 1975–2020 |
| --- | -------------------------------------------------- | -------------------------------------------------- | -------------------------------------------------- | -------------------------------------------------- |
| |                                                    |                                                    |                                                    |                                                    |
| År |                                                    |                                                    | Folkmängd                                          |                                                    |
| 1975 | 1975                                               |                                                    | 28 224                                             |                                                    |
| 1980 | 1980                                               |                                                    | 27 591                                             |                                                    |
| 1985 | 1985                                               |                                                    | 27 345                                             |                                                    |
| 1990 | 1990                                               |                                                    | 27 085                                             |                                                    |
| 1995 | 1995                                               |                                                    | 26 785                                             |                                                    |
| 2000 | 2000                                               |                                                    | 26 195                                             |                                                    |
| 2005 | 2005                                               |                                                    | 25 847                                             |                                                    |
| 2010 | 2010                                               |                                                    | 25 764                                             |                                                    |
| 2015 | 2015                                               |                                                    | 25 220                                             |                                                    |
| 2020 | 2020                                               |                                                    | 24 052                                             |                                                    |
| Anm: Uppgifterna avser förhållandena den 31 december nämnda år enligt områdesindelningen den 1 januari 2022. |                                                    |                                                    |                                                    |                                                    |